# 張樓
张楼，西晋至五胡十六国后赵官员，阳平（今河北省大名县东）人。
张楼担任临水（今河北磁县）县长。他严政酷刑，残忍无惠。当时人作歌谣讽刺他：“阳平张楼头如箱，见人切齿剧虎狼。”